# Роккантіка
Роккантіка (італ. Roccantica) — муніципалітет в Італії, у регіоні Лаціо, провінція Рієті.
Роккантіка розташована на відстані близько 55 км на північ від Рима, 17 км на південний захід від Рієті.
Населення — 569 осіб (2014).

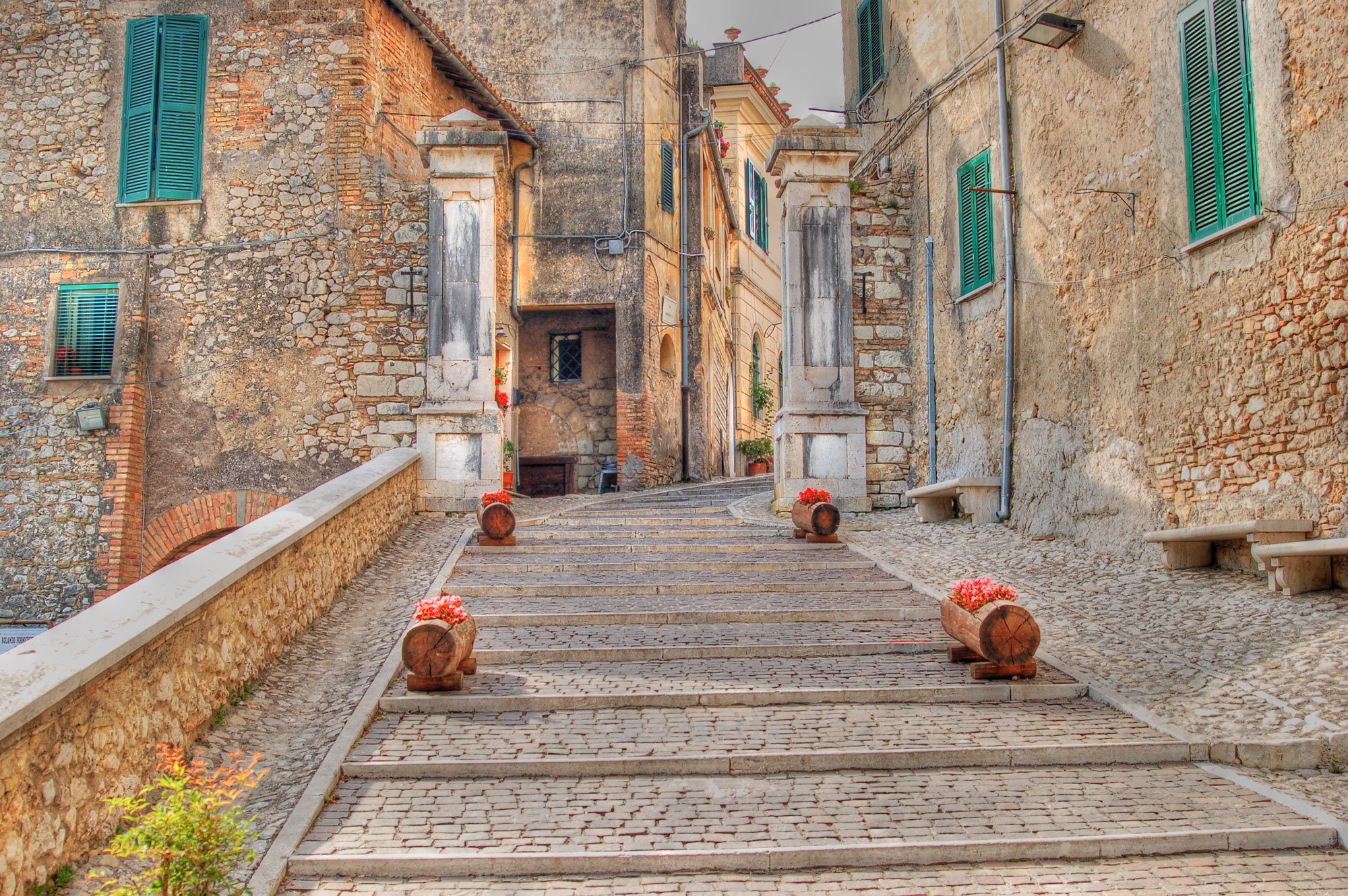

Щорічний фестиваль відбувається 14 лютого. Покровитель — святий Валентин.

## Демографія
Населення за роками:

Станом на 1 січня 2023 року в муніципалітеті офіційно проживало 30 іноземців з 12 країн, серед них 16 громадян країн Євросоюзу та 1 громадянин України.

## Сусідні муніципалітети
- Канталупо-ін-Сабіна
- Касперія
- Монте-Сан-Джованні-ін-Сабіна
- Поджо-Катіно
- Рієті
- Салізано